# Mostove, Novomîrhorod
Mostove (în ucraineană Мостове) este un sat în comuna Petroostriv din raionul Novomîrhorod, regiunea Kirovohrad, Ucraina.

## Demografie
Componența lingvistică a localității Mostove
     Ucraineană (100%)
Conform recensământului din 2001, toată populația localității Mostove era vorbitoare de ucraineană (100%).